# La Amistad (schip)

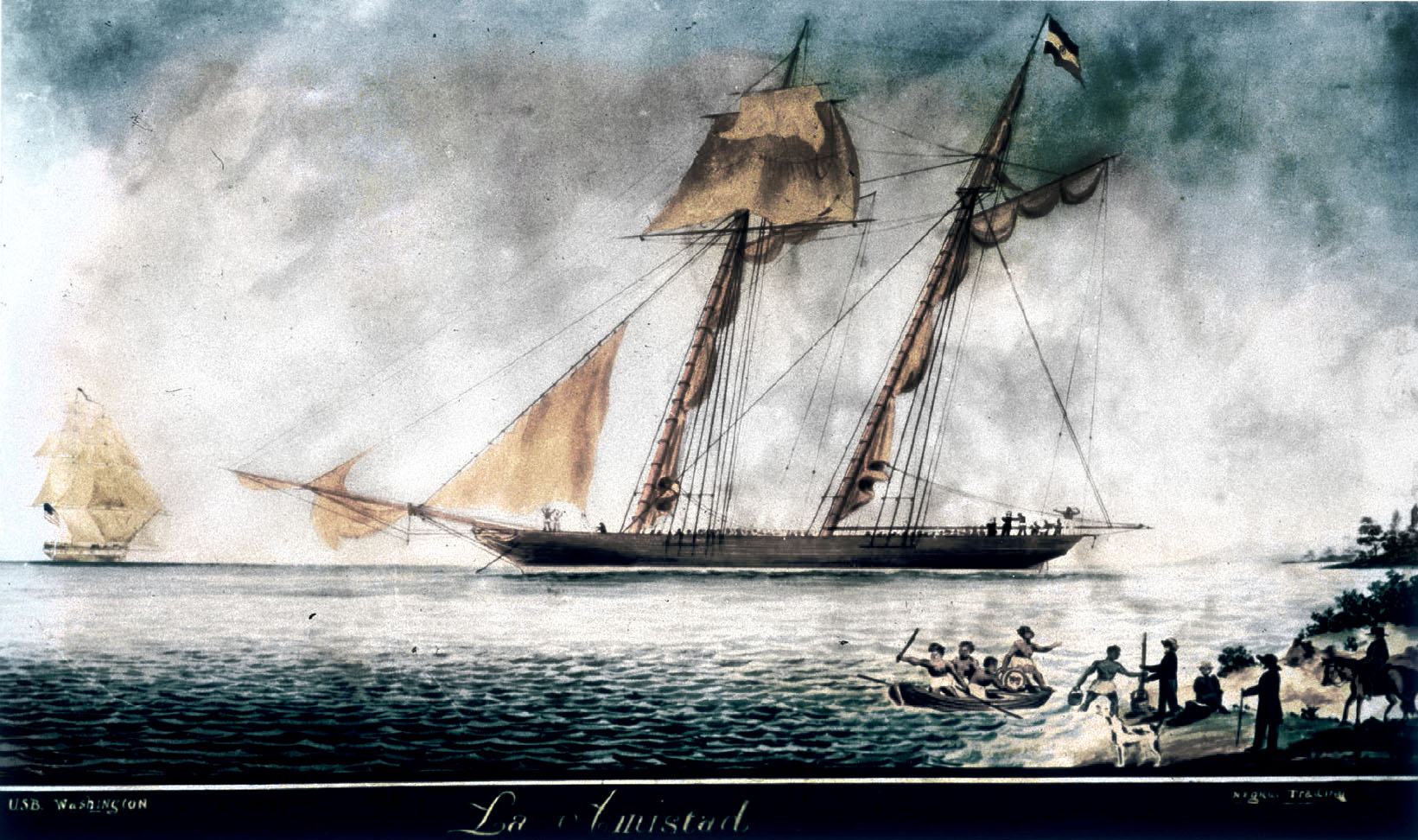
Schilderij van de Amistad

La Amistad (Spaans: De Vriendschap) was een Spaans illegaal slavenschip waarop in 1839 een opstand uitbrak. Deze opstand zou bekend worden als de Amistadopstand.

## Voor 1839
La Amistad werd in Baltimore gebouwd maar droeg toen nog de naam Friendship. Na de verkoop aan een Spaanse handelaar werd deze omgedoopt tot La Amistad.

## 1839

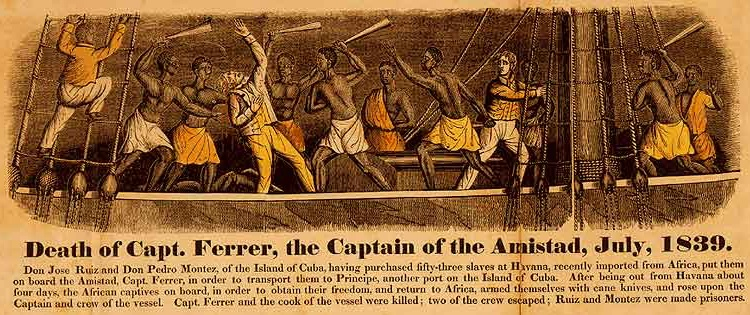
Tekening van de Amistadopstand

In 1839 kwamen tijdens een slaventransport van Havana naar Puerto Principe de slaven die op het schip vervoerd werden in opstand. De revolte werd beëindigd doordat de Amerikaanse marine het schip enterde voor de kust van Long Island.

## Na 1839
Na de opstand werd het schip ondergebracht op een werf in New London in Connecticut. Na een veiling werd het schip omgedoopt tot Ion en geregistreerd in Newport in Rhode Island. De Ion werd ingezet als handelsschip. In 1844 werd het schip verkocht in Guadeloupe. Wat er daarna met het schip is gebeurd is onbekend.

## Replicatie

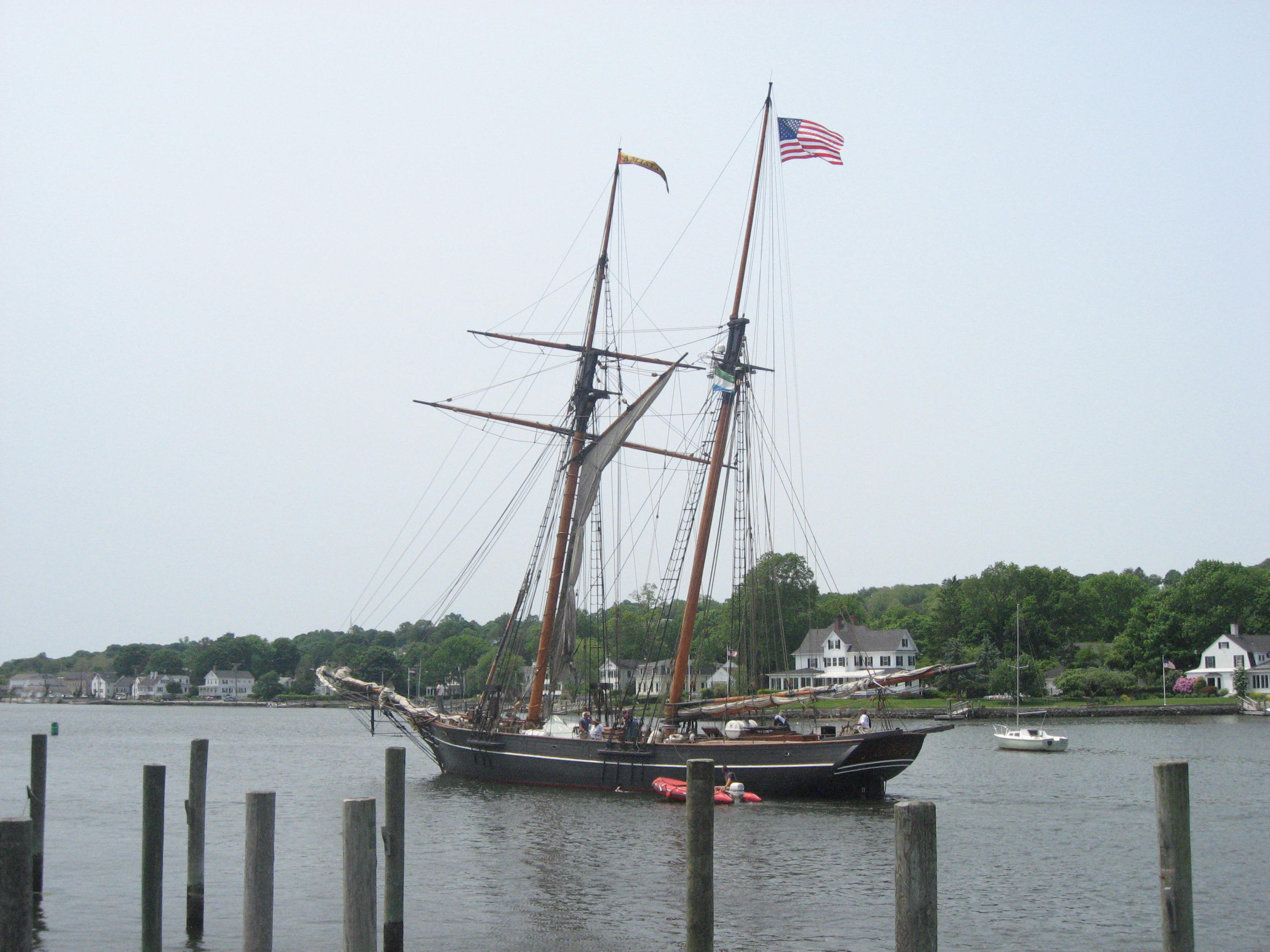
De replica Amistad, Freedom Schooner

In 2000 werd in de haven van Mystic (Connecticut) een replica van La Amistad gedoopt met de naam Amistad en de bijnaam Freedom Schooner. De Amistad heeft New Haven (Connecticut) als thuishaven. Het schip wordt gebruikt om voorlichting te geven over slavernij en rassendiscriminatie.
De replica heeft de volgende specificaties:
- Twee masten
- Lengte 24,6 meter
- Breedte 7,0 meter
- Diepgang 7,0 meter

## Trivia
- In 1997 kwam de film Amistad van Steven Spielberg uit in de bioscoop.